# Andy Keeling
Andrew "Andy" Keeling es un funcionario público británico que se ha desempeñado como Jefe del Ejecutivo de las Islas Malvinas desde 2021. Anteriormente se desempeñó como Director de Operaciones del Ayuntamiento de Leicester.
En septiembre de 2020, se anunció que Keeling había aceptado una oferta para ser nombrado Jefe del Ejecutivo de las Islas Malvinas. Asumió este cargo en abril de 2021, sucediendo a Barry Rowland.